# Tragopa humeralis
Tragopa humeralis är en insektsart som beskrevs av Leon Fairmaire. Tragopa humeralis ingår i släktet Tragopa och familjen hornstritar. Inga underarter finns listade i Catalogue of Life.